# Preußische Bienen-Zeitung
Die Preußische Bienen-Zeitung war das Organ der bienenwirtschaftlichen Centralvereine der Regierungsbezirke Königsberg und Gumbinnen, des Centralvereins der Westpreußischen Bienenwirte in Marienburg, des Danziger Hauptvereins und der Bienenzüchter Preußens. Sie erschien monatlich ab 1855 bis 1942. Der Imker Carl Rehs war 25 Jahre Schriftleiter der Zeitung.